# 高野山東京別院

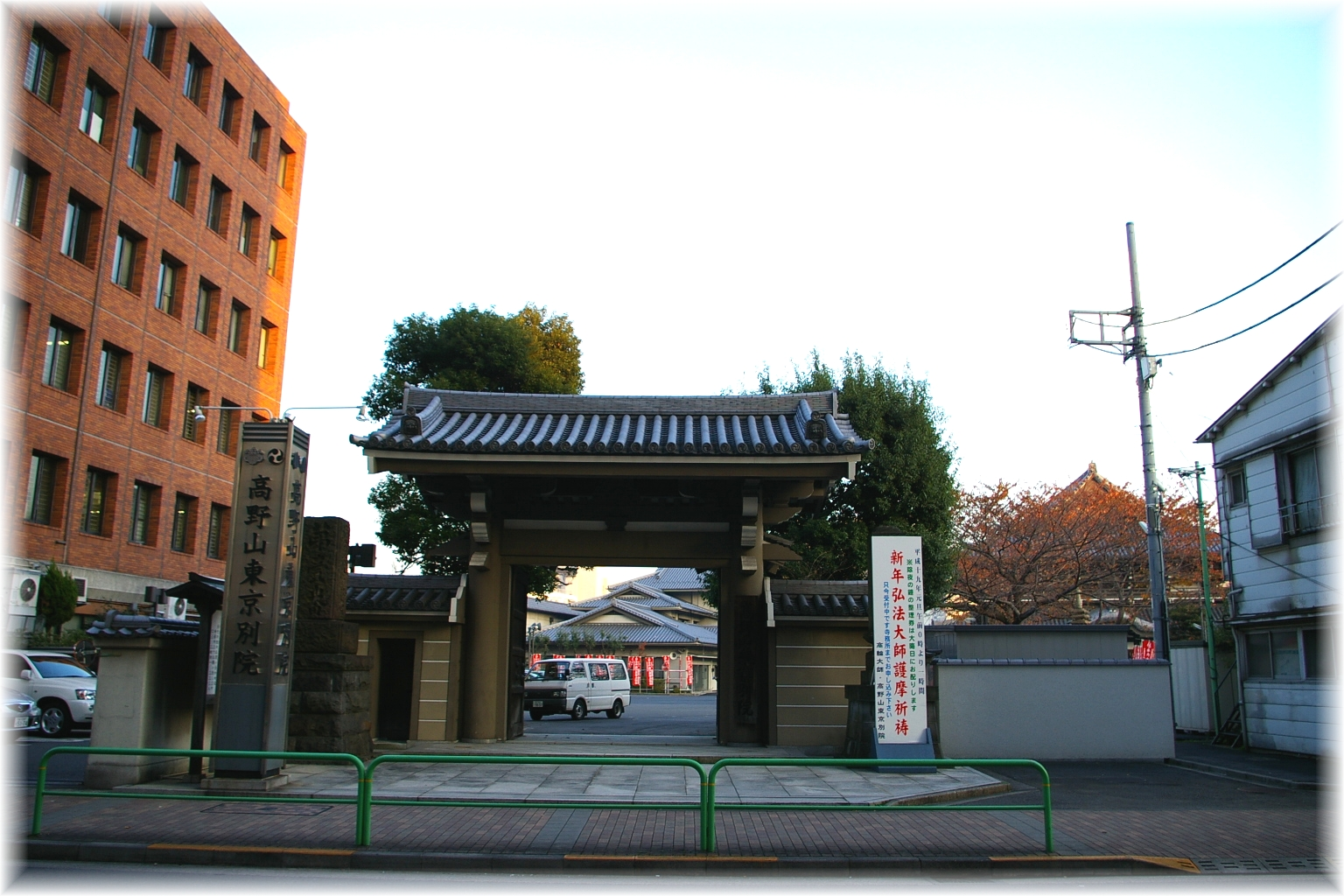
山門

高野山東京別院（こうやさんとうきょうべついん）とは、東京都港区高輪三丁目に存在する寺院である。宗派は高野山真言宗。本尊は弘法大師（1703年、本堂再建の際に造顕）。境内には本堂のほかに不動堂、四国八十八ヶ所お砂踏場などがある。
地下には東京電力パワーグリッドの変電所がある（後述）。

## 歴史
江戸時代における高野山学侶方の江戸在番所として慶長年間（1596年～1615年）に浅草日輪寺に寄留して開創された。
明暦元年（1655年）に幕府より芝二本榎に土地が下賜され、延宝元年（1673年）高野山江戸在番所高野寺として完成した。その後元禄15年（1702年）災火により焼失したが、翌16年に復興。御府内八十八箇所の1番札所になり、白金にあった文殊院が88番の結願所になった。
明治になり在番所が廃止され、葛飾牛島の長寿寺から名蹟を移した。長寿寺は推古天皇25年（617年）備後国世羅郡に勅願寺として創建され、僧・行基により信濃国深瀬（現・松本市）へ移り、寛文4年（1664年）には葛飾に移建された古刹である。
昭和2年（1927年）高野山東京別院に改称。
昭和63年（1988年）に現在の本堂が建立された。

## 年中行事
高野山東京別院の主な行事としては、1月21日の初大師大護摩祈祷会、6月15日の青葉まつり（宗祖弘法大師の誕生会）、10月中旬に行われる万灯万華会（-理趣三昧大法要- 模擬店等、催し物が多数出る。）、そして12月31日の大晦日法会（除夜の鐘 ※誰でもつくことができる。）等が開催される。
また毎月の21日は、お大師さまの日法要（御影供）を開催している。

## 霊場
- 御府内八十八箇所 - 1番札所
- 関東八十八箇所 - 特別霊場
- 江戸三十三観音札所 - 29番札所 （札所本尊：聖観世音菩薩）

## 東京電力パワーグリッド高輪変電所
地下には東京電力パワーグリッドが所有する高輪変電所（たかなわへんでんしょ）が設けられている。1989年（平成元年）完成。地下7階建で、床面積は延べ19,800㎡。当時変電所を設置した東京電力では、当時都心部で新たな変電所を建設するだけの土地の確保が困難だったことから、地下にスペースを求めたとしている。地中送電線で275,000Vの電気を受電しており、これを66,000/22,000Vに変圧して送電している。

## アクセス
- 高輪台駅（都営地下鉄浅草線）より徒歩5分